# Élection gouvernorale de 2023 en Louisiane
L'élection du gouverneur de Louisiane de 2023 a lieu le 14 octobre 2023.
Le procureur général Jeff Landry (républicain) est élu, obtenant 51,56 % des suffrages. Son score lui évite une mise en ballotage.

## Contexte
John Bel Edwards (démocrate) a été élu en 2015 et réélu en 2019. Après deux mandats accomplis, il ne peut constitutionnellement pas se représenter.
Si la Louisiane a longtemps été un bastion du Parti démocrate, à partir des années 1870, elle est devenue un fief du parti républicain au début des années 2000. La dernière élection présidentielle américaine où la Louisiane a voté démocrate remonte à 1996 avec la victoire de Bill Clinton.

## Mode de scrutin
La Louisiane possède un mode de scrutin particulier quant à l'élection du gouverneur de l'État, mis en place en 1978. Tous les candidats, tous partis confondus, s'affrontent ainsi lors d'une primaire dite « primaire de Louisiane » ou encore « primaire de la jungle », qui s'apparente à un, premier tour. Si un candidat obtient la majorité absolue des suffrages lors de la primaire, il est immédiatement élu. Dans le cas contraire, les deux candidats arrivés en tête, quel que soit leur parti, s'affrontent lors d'un second tour dont le vainqueur est déclaré élu.

## Primaire

### Candidats
| Candidat | Candidat           | Parti       | Fonction politique |
| -------- | ------------------ | ----------- | --- |
|          | Benjamin Barnes    | Indépendant | Homme d'affaires |
|          | Dat Barthel        | Républicain | Homme d'affaires |
|          | Danny Cole         | Démocrate   | Pasteur |
|          | Xavier Ellis       | Républicain | Educateur |
|          | Keitron Gagnon     | Indépendant | Homme d'affaires |
|          | Sharon Hewitt      | Républicain | Chef de la majorité au Sénat de Louisiane (depuis 2020) Sénateur de Louisiane pour le 1er district (depuis 2016)      |
|          | Jeffery Istre      | Indépendant | Vétéran |
|          | Xan John           | Républicain | Homme d'affaires |
|          | Jeff Landry        | Républicain | Procureur général de Louisiane (depuis 2016) Représentant des États-Unis pour le 3e district de Louisiane (2011-2013) |
|          | Hunter Lundy       | Indépendant | Avocat |
|          | John Schroder      | Républicain | Trésorier de Louisiane (depuis 2017) Représentant de Louisiane pour le 77e district (2008-2017)                       |
|          | Frank Scurlock     | Indépendant | Homme d'affaires |
|          | Stephen Waguespack | Républicain | Homme d'affaires |
|          | Shawn Wilson       | Démocrate   | Secrétaire aux transports de Louisiane (2016–2023)                                                                    |

### Sondages
| Institut      | Date       | Hewitt (Républicain) | Landry (Républicain) | Lundy (Indépendant) | Nelson (Républicain) | Schroder (Républicain) | Waguespack (Républicain) | Wilson (Démocrate) |
| ------------- | ---------- | -------------------- | -------------------- | ------------------- | -------------------- | ---------------------- | ------------------------ | ------------------ |
| Institut      | Date       |                      |                      |                     |                      |                        |                          |                    |
| Mason-Dixon   | 15/09/2023 | 2 %                  | 40 %                 | 4 %                 | —                    | 3 %                    | 9 %                      | 24 %               |
| NOLA.com      | 19/08/2023 | 3 %                  | 36 %                 | 7 %                 | 2 %                  | 4 %                    | 6 %                      | 26 %               |
| Emerson       | 14/08/2023 | 5 %                  | 40 %                 | 3 %                 | 1 %                  | 4 %                    | 5 %                      | 22 %               |
| JMC Analytics | 08/03/2023 | 2 %                  | 28 %                 | 3 %                 | 1 %                  | 3 %                    | —                        | 29 %               |

### Résultats
| Candidats | Candidats          | Parti       | Voix      | %         |
| --------- | ------------------ | ----------- | --------- | --------- |
|           | Jeff Landry        | Républicain | 547 827   | 51,56     |
|           | Shawn Wilson       | Démocrate   | 275 525   | 25,93     |
|           | Stephen Waguespack | Républicain | 62 287    | 5,86      |
|           | John Schroder      | Républicain | 56 654    | 5,33      |
|           | Hunter Lundy       | Indépendant | 52 165    | 4,91      |
|           | Danny Cole         | Démocrate   | 27 662    | 2,60      |
|           | Sharon Hewitt      | Républicain | 18 468    | 1,73      |
|           | Benjamin Barnes    | Indépendant | 5 190     | 0,49      |
|           | Dat Barthel        | Républicain | 4 426     | 0,42      |
|           | Richard Nelson     | Républicain | 3 605     | 0,34      |
|           | Jeffery Istre      | Indépendant | 3 400     | 0,32      |
|           | Xavier Ellis       | Républicain | 1 734     | 0,16      |
|           | Keitron Gagnon     | Indépendant | 1 260     | 0,12      |
|           | Xan John           | Républicain | 1 164     | 0,11      |
|           | Frank Scurlock     | Indépendant | 1 131     | 0,11      |
|           |                    |             |           |           |
| Total     | Total              | Total       | 1 062 498 | 1 062 498 |